# Nintendo Entertainment Analysis & Development
Nintendo Entertainment Analysis & Development (Nintendo EAD), nota come Nintendo Research & Development 4 fino al 1989, è stata una divisione di ricerca, progettazione e sviluppo interna a Nintendo.
È conosciuta per aver sviluppato alcune delle serie di videogiochi più famose della compagnia, tra cui Super Mario, The Legend of Zelda, Star Fox, Animal Crossing e Pikmin.

## Storia
Negli anni '70 Nintendo, fino ad allora principalmente un'azienda di giocattoli, cominciò a interessarsi al mercato videoludico. Hiroshi Yamauchi, presidente della compagnia, istituì nel 1977 una Creative Section (クリエイティブ課?, Kurieitibu Ka), assumendo designer professionisti incaricati di ideare e curare l'aspetto artistico dei videogiochi. Al suo interno figuravano Makoto Kano, che avrebbe realizzato diversi Game & Watch, e Shigeru Miyamoto, futuro creatore di molti franchise di successo di Nintendo. Il gruppo faceva da supporto al reparto di produzione Nintendo Research & Development Department, fondato negli anni '60 e successivamente frammentato in tre sottogruppi. Il primo di questi, Research & Development 1, si occupava della produzione di videogiochi arcade, mentre gli altri due dello sviluppo di software e hardware.

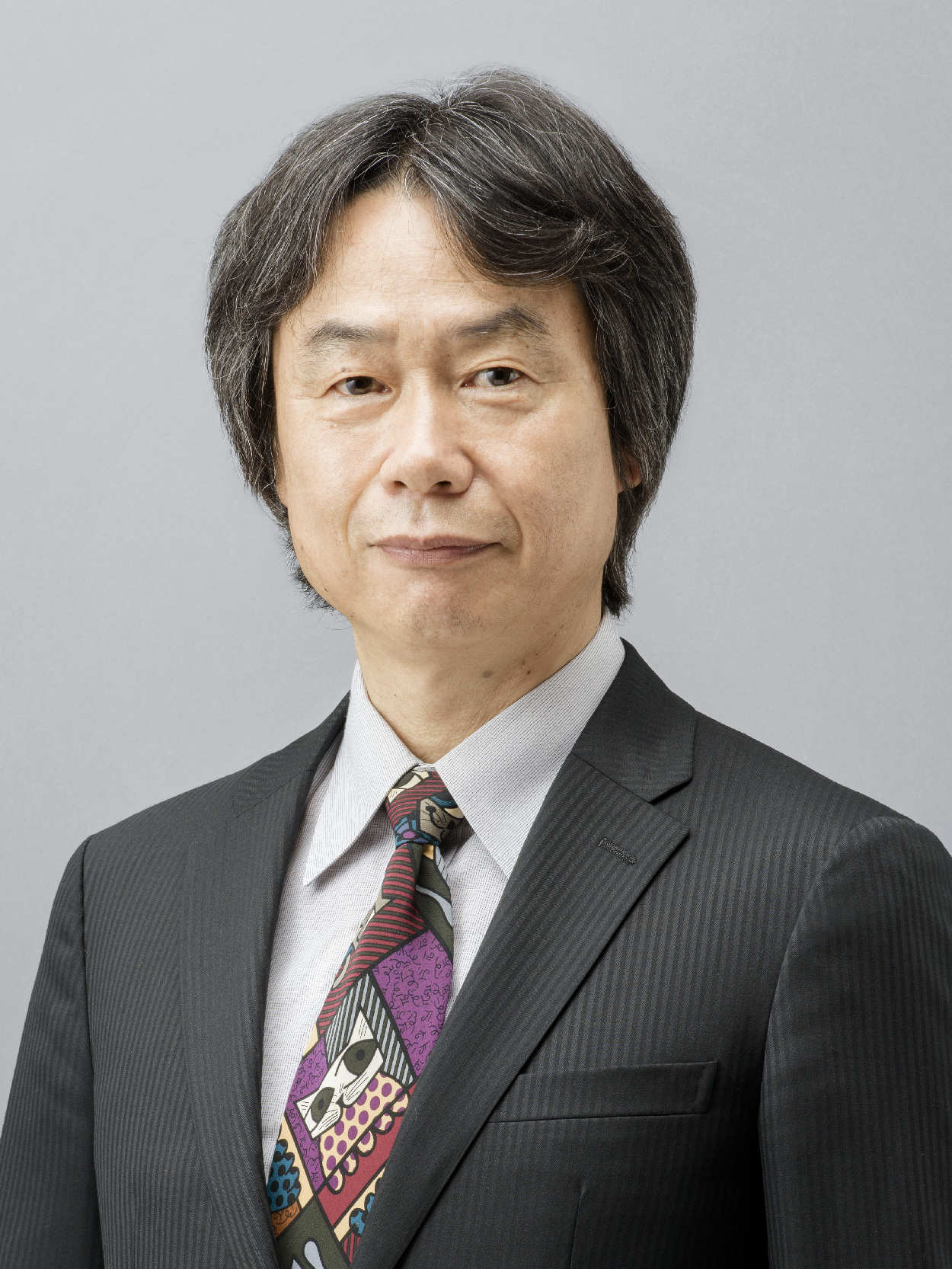
Shigeru Miyamoto, membro fondatore di EAD e suo amministratore delegato negli anni '90

Miyamoto si fece notare dai vertici della compagnia per l'importante successo riscosso dal suo videogioco arcade Donkey Kong, sviluppato all'interno del team R&D1. Nel 1984 gli venne quindi assegnato un gruppo di sviluppo apposito, denominato Nintendo Research & Development 4. Il ruolo di amministratore delegato venne affidato a Hiroshi Ikeda, che aveva già ricoperto la carica all'interno di Toei Animation. Tra i primi membri del gruppo si ricordano: Shigeru Miyamoto, Takashi Tezuka, Kenji Miki e Minoru Maeda per il game design; Kōji Kondō, Akito Nakatsuka e Hirokazu Tanaka per il reparto sonoro; Toshihiko Nakago e la sua azienda SRD (Systems Research & Development) per la programmazione.
Nintendo R&D4 realizzò nel giro di pochi anni videogiochi rivoluzionari e di grande successo, primo fra tutti Super Mario Bros., ottenendo per questo un ruolo sempre più centrale nella compagnia. Nel 1989 cambiò nome in Nintendo Entertainment Analysis & Development e Shigeru Miyamoto venne promosso a suo amministratore delegato. Alla sezione di game design (ora denominata Software Development Department) ne venne affiancata un'altra dedicata allo sviluppo di tecnologie e programmi di supporto, il Technology Development Department gestito da Takao Sawano.
Nel 2000 Miyamoto divenne un produttore esecutivo della compagnia, lasciando il ruolo di amministratore di EAD al collega Takashi Tezuka. Tra il 2003 e il 2005, Nintendo intraprese una ristrutturazione aziendale con la chiusura di Nintendo R&D1 e Nintendo R&D2 e l'apertura di nuove divisioni. Diversi sviluppatori vennero ricollocati all'interno di EAD e perciò il dipartimento software venne suddiviso in cinque team a Kyoto e due team in una nuova sede a Tokyo.
Nel 2013 Katsuya Eguchi venne promosso a capo della divisione, succedendo a Tezuka. Il 16 settembre 2015 Nintendo EAD cessò di esistere fondendosi con la Nintendo Software Planning & Development Division (che comprendeva Nintendo SPD e Nintendo SDD), dando vita alla nuova divisione aziendale Nintendo Entertainment Planning & Development.

## Lista di videogiochi sviluppati

### Research & Development 4
Manager: Hiroshi Ikeda
| Titolo                                                     | Produttore                      | Direttore                           | Musica                      | Data uscita                                            | Piattaforma   |
| ---------------------------------------------------------- | ------------------------------- | ----------------------------------- | --------------------------- | ------------------------------------------------------ | ------------- |
| Devil World                                                | Shigeru Miyamoto                | Shigeru Miyamoto                    | Kōji Kondō, Akito Nakatsuka | 5 ottobre 1984 15 luglio 1987                          | Famicom / NES |
| Excitebike                                                 | Shigeru Miyamoto                | Shigeru Miyamoto                    | Akito Nakatsuka             | 30 novembre 1984 1º settembre 1986                     | Famicom / NES |
| Kung Fu                                                    | Shigeru Miyamoto                | Shigeru Miyamoto                    | Masato Ishizaki, Kōji Kondō | 21 giugno 1985 15 aprile 1987                          | Famicom / NES |
| Super Mario Bros.                                          | Shigeru Miyamoto                | Shigeru Miyamoto                    | Kōji Kondō                  | 13 settembre 1985 15 maggio 1987                       | Famicom / NES |
| The Legend of Zelda                                        | Shigeru Miyamoto                | Shigeru Miyamoto, Takashi Tezuka    | Kōji Kondō                  | 21 febbraio 1986 15 novembre 1987                      | FDS / NES     |
| Nazo no Murasame-jō (The Mysterious Murasame Castle)       | Keizo Kato                      | Minoru Maeda                        | Kōji Kondō                  | 14 aprile 1986                                         | FDS           |
| Super Mario Bros. 2 (Super Mario Bros.: The Lost Levels)   | Shigeru Miyamoto                | Takashi Tezuka                      | Kōji Kondō                  | 3 giugno 1986                                          | FDS           |
| Zelda II: The Adventure of Link                            | Shigeru Miyamoto                | Tadashi Sugiyama, Yasuhisa Yamamura | Akito Nakatsuka             | 14 gennaio 1987 26 settembre 1988                      | FDS / NES     |
| Yume Kōjō: Doki Doki Panic                                 | Shigeru Miyamoto                | Kensuke Tanabe                      | Kōji Kondō                  | 10 luglio 1987                                         | FDS           |
| Famicom Mukashibanashi: Shin Onigashima (con Pax Softnica) | Hiroshi Ikeda, Shigeru Miyamoto | Tatsuya Hishida                     | Kōji Kondō                  | 4 settembre 1987 (Disco 1) 30 settembre 1987 (Disco 2) | FDS           |
| Famicom Grand Prix: F-1 Race (con HAL Laboratory)          | Shigeru Miyamoto                |                                     | Hideki Kanazashi            | 30 ottobre 1987                                        | FDS           |
| Ice Hockey (con Nintendo Research & Development 2)         | Shigeru Miyamoto                | Hideki Konno                        | Soyo Oka                    | 21 gennaio 1988 15 aprile 1988                         | FDS / NES     |
| Famicom Grand Prix II: 3D Hot Rally (con HAL Laboratory)   | Shigeru Miyamoto                |                                     | Hideki Kanazashi, Soyo Oka  | 14 aprile 1988                                         | FDS           |
| Super Mario Bros. 2                                        | Shigeru Miyamoto                | Kensuke Tanabe                      | Kōji Kondō                  | 9 ottobre 1988 28 aprile 1989                          | NES           |
| Super Mario Bros. 3                                        | Shigeru Miyamoto                | Takashi Tezuka                      | Kōji Kondō                  | 23 ottobre 1988 29 agosto 1991                         | Famicom / NES |
| Kaette Kita Mario Bros.                                    | Shigeru Miyamoto                | Shigeru Miyamoto                    | Yukio Kaneoka               | 30 novembre 1988                                       | FDS           |
| Vs. Excitebike                                             | Shigeru Miyamoto                | Shigeru Miyamoto                    | Akito Nakatsuka             | 9 dicembre 1988                                        | FDS           |
| Famicom Mukashibanashi: Yūyūki (con Pax Softnica)          | Shigeru Miyamoto                | Tatsuya Hishida                     | Soyo Oka                    | 14 ottobre 1989 (Disco 1) 14 novembre 1989 (Disco 2)   | FDS           |

### EAD Software Development Department
Manager: Shigeru Miyamoto, Takashi Tezuka (dal 2000)
| Titolo                                                    | Produttore                                                     | Direttore                                                      | Musica                                                      | Data uscita                        | Piattaforma    |
| --------------------------------------------------------- | -------------------------------------------------------------- | -------------------------------------------------------------- | ----------------------------------------------------------- | ---------------------------------- | -------------- |
| Super Mario World                                         | Shigeru Miyamoto                                               | Takashi Tezuka                                                 | Kōji Kondō                                                  | 21 novembre 1990 11 aprile 1992    | Super Nintendo |
| F-Zero                                                    | Shigeru Miyamoto                                               | Kazunobu Shimizu                                               | Yumiko Kanki, Naoto Ishida                                  | 21 novembre 1990 4 giugno 1992     | Super Nintendo |
| Pilotwings                                                | Shigeru Miyamoto                                               | Tadashi Sugiyama                                               | Soyo Oka, Kōji Kondō                                        | 21 dicembre 1990 21 gennaio 1993   | Super Nintendo |
| SimCity                                                   | Shigeru Miyamoto                                               | Hideki Konno                                                   | Soyo Oka                                                    | 26 aprile 1991 24 settembre 1992   | Super Nintendo |
| Time Twist: Rekishi no Katasumi de... (con Pax Softnica)  | Tatsuya Hishida                                                | Keiji Terui                                                    | Hajime Hirasawa                                             | 26 luglio 1991                     | FDS            |
| The Legend of Zelda: A Link to the Past                   | Shigeru Miyamoto                                               | Takashi Tezuka                                                 | Kōji Kondō                                                  | 21 novembre 1991 24 settembre 1992 | Super Nintendo |
| Wave Race (con Pax Softnica)                              | Shigeru Miyamoto                                               | Masayuki Kameyama                                              | Taisuke Araki                                               | 1º luglio 1992 24 giugno 1997      | Game Boy       |
| Super Mario Kart                                          | Shigeru Miyamoto                                               | Hideki Konno, Tadashi Sugiyama                                 | Soyo Oka                                                    | 27 agosto 1992 21 gennaio 1993     | Super Nintendo |
| Starwing (con Argonaut Games)                             | Shigeru Miyamoto                                               | Katsuya Eguchi                                                 | Hajime Hirasawa                                             | 21 febbraio 1993 3 giugno 1993     | Super Nintendo |
| The Legend of Zelda: Link's Awakening                     | Shigeru Miyamoto                                               | Takashi Tezuka                                                 | Minako Hamano, Kozue Ishikawa                               | 6 giugno 1993 18 novembre 1993     | Game Boy       |
| Super Mario All-Stars                                     | Shigeru Miyamoto                                               | Takashi Tezuka                                                 | Kōji Kondō, Soyo Oka                                        | 14 luglio 1993 16 dicembre 1993    | Super Nintendo |
| Stunt Race FX (con Argonaut Games)                        | Shigeru Miyamoto                                               | Tatsuya Hishida                                                | Shinobu Amayake                                             | 27 maggio 1994 27 ottobre 1994     | Super Nintendo |
| Donkey Kong (con Pax Softnica)                            | Shigeru Miyamoto                                               | Takao Shimizu                                                  | Taisuke Araki                                               | 14 giugno 1994 24 settembre 1994   | Game Boy       |
| Super Mario World 2: Yoshi's Island                       | Shigeru Miyamoto                                               | Takashi Tezuka, Toshihiko Nakago, Shigefumi Hino, Hideki Konno | Kōji Kondō                                                  | 5 agosto 1995 6 ottobre 1995       | Super Nintendo |
| Super Mario 64                                            | Shigeru Miyamoto                                               | Shigeru Miyamoto                                               | Kōji Kondō                                                  | 23 giugno 1996 1º marzo 1997       | Nintendo 64    |
| Pilotwings 64 (con Paradigm Entertainment e Nintendo IRD) | Shigeru Miyamoto, Genyo Takeda                                 | Makoto Wada                                                    | Dan Hess                                                    | 23 giugno 1996 1º marzo 1997       | Nintendo 64    |
| Mole Mania (con Pax Softnica)                             | Shigeru Miyamoto                                               | Masayuki Kameyama                                              | Taro Bando                                                  | 21 luglio 1996 1997                | Game Boy       |
| Wave Race 64                                              | Shigeru Miyamoto                                               | Katsuya Eguchi, Shinya Takahashi                               | Kazumi Totaka                                               | 27 settembre 1996 29 aprile 1997   | Nintendo 64    |
| Mario Kart 64                                             | Shigeru Miyamoto                                               | Hideki Konno                                                   | Kenta Nagata                                                | 14 dicembre 1996 24 giugno 1997    | Nintendo 64    |
| Lylat Wars                                                | Shigeru Miyamoto                                               | Takao Shimizu                                                  | Kōji Kondō, Hajime Wakai                                    | 27 aprile 1997 20 ottobre 1997     | Nintendo 64    |
| Yoshi's Story                                             | Takashi Tezuka                                                 | Hideki Konno                                                   | Kazumi Totaka                                               | 21 dicembre 1997 10 maggio 1998    | Nintendo 64    |
| 1080° Snowboarding                                        | Shigeru Miyamoto                                               | Masamichi Abe, Mitsuhiro Takano                                | Kenta Nagata                                                | 28 febbraio 1998 30 novembre 1998  | Nintendo 64    |
| F-Zero X                                                  | Shigeru Miyamoto                                               | Tadashi Sugiyama                                               | Taro Bando, Hajime Wakai                                    | 14 luglio 1998 6 novembre 1998     | Nintendo 64    |
| Pocket Monsters Stadium (con HAL Laboratory e Creatures)  | Shigeru Miyamoto, Kenji Miki, Tsunekazu Ishihara, Satoru Iwata | Takao Shimizu                                                  | Kenta Nagata, Tōru Minegishi, Mitsuhiro Hikino              | 1º agosto 1998                     | Nintendo 64    |
| The Legend of Zelda: Ocarina of Time                      | Shigeru Miyamoto                                               | Toru Osawa, Yoichi Yamada, Eiji Aonuma, Yoshiaki Koizumi       | Kōji Kondō                                                  | 21 novembre 1998 11 dicembre 1998  | Nintendo 64    |
| The Legend of Zelda: Link's Awakening DX                  | Shigeru Miyamoto                                               | Takashi Tezuka                                                 | Minako Hamano, Kozue Ishikawa                               | 12 dicembre 1998 1º gennaio 1999   | Game Boy Color |
| Pokémon Stadium (con HAL Laboratory e Creatures)          | Shigeru Miyamoto, Kenji Miki, Tsunekazu Ishihara, Satoru Iwata | Takao Shimizu                                                  | Hajime Wakai, Kenta Nagata, Tōru Minegishi                  | 30 aprile 1999 7 aprile 2000       | Nintendo 64    |
| Mario Artist: Paint Studio (con Software Creations)       | Lorraine Starr, Takao Sawano                                   | Hirofumi Matsuoka                                              | Chris Jojo, Martin Goodall, Suddi Raval, Kazumi Totaka      | 11 dicembre 1999                   | Nintendo 64DD  |
| Mario Artist: Talent Studio                               | Takao Sawano                                                   | Hiroyuki Kimura                                                | Kazumi Totaka, Kenta Nagata, Tōru Minegishi                 | 23 febbraio 2000                   | Nintendo 64DD  |
| F-Zero X Expansion Kit                                    | Shigeru Miyamoto                                               | Tadashi Sugiyama                                               | Taro Bando, Hajime Wakai                                    | 21 aprile 2000                     | Nintendo 64DD  |
| The Legend of Zelda: Majora's Mask                        | Shigeru Miyamoto                                               | Eiji Aonuma, Yoshiaki Koizumi                                  | Kōji Kondō, Tōru Minegishi                                  | 27 aprile 2000 17 novembre 2000    | Nintendo 64    |
| Mario Artist: Communication Kit                           | Takao Sawano                                                   | Kazunobu Eri                                                   | Hideaki Shimizu                                             | 29 giugno 2000                     | Nintendo 64DD  |
| Mario Artist: Polygon Studio                              | Takao Sawano                                                   | Hirofumi Matsuoka                                              | Kazumi Totaka                                               | 29 agosto 2000                     | Nintendo 64DD  |
| Pokémon Stadium 2 (con HAL Laboratory e Creatures)        | Shigeru Miyamoto, Kenji Miki, Tsunekazu Ishihara, Satoru Iwata | Takao Shimizu                                                  | Kenta Nagata                                                | 14 dicembre 2000 10 ottobre 2001   | Nintendo 64    |
| Dōbutsu no Mori (Animal Forest)                           | Takashi Tezuka                                                 | Katsuya Eguchi, Hisashi Nogami                                 | Kazumi Totaka, Shinobu Tanaka, Kenta Nagata, Tōru Minegishi | 14 aprile 2001                     | Nintendo 64    |
| Luigi's Mansion                                           | Shigeru Miyamoto, Takashi Tezuka                               | Hideki Konno                                                   | Kazumi Totaka, Shinobu Tanaka                               | 14 settembre 2001 3 maggio 2002    | GameCube       |
| Pikmin                                                    | Shigeru Miyamoto                                               | Shigefumi Hino                                                 | Hajime Wakai                                                | 26 ottobre 2001 14 giugno 2002     | GameCube       |
| Animal Crossing                                           | Takashi Tezuka                                                 | Katsuya Eguchi, Hisashi Nogami                                 | Kazumi Totaka, Shinobu Tanaka, Kenta Nagata, Tōru Minegishi | 14 dicembre 2001 24 settembre 2004 | GameCube       |
| Super Mario Sunshine                                      | Shigeru Miyamoto                                               | Yoshiaki Koizumi, Kenta Usui                                   | Kōji Kondō, Shinobu Tanaka                                  | 19 luglio 2002 4 ottobre 2002      | GameCube       |
| The Legend of Zelda: The Wind Waker                       | Shigeru Miyamoto, Takashi Tezuka                               | Eiji Aonuma                                                    | Kōji Kondō, Kenta Nagata, Hajime Wakai, Tōru Minegishi      | 13 dicembre 2002 2 maggio 2003     | GameCube       |
| The Legend of Zelda: Ocarina of Time - Master Quest       | Shigeru Miyamoto                                               | Toru Osawa, Yoichi Yamada, Eiji Aonuma, Yoshiaki Koizumi       | Kōji Kondō                                                  | 17 febbraio 2003 3 maggio 2003     | GameCube       |
| Pokémon Box: Rubino e Zaffiro                             | Shigeru Miyamoto, Kenji Miki, Hiroaki Tsuru                    | Tatsuya Hishida, Kenta Usui, Junichi Masuda                    | Kenta Nagata, Tōru Asakawa                                  | 30 maggio 2003 14 maggio 2004      | GameCube       |
| Mario Kart: Double Dash!!                                 | Shigeru Miyamoto                                               | Kiyoshi Mizuki                                                 | Shinobu Tanaka, Kenta Nagata                                | 7 novembre 2003 14 novembre 2003   | GameCube       |
| Pac-Man Vs.                                               | Shigeru Miyamoto                                               | Shigeru Miyamoto                                               |                                                             | 27 novembre 2003 2 aprile 2004     | GameCube       |
| The Legend of Zelda: Four Swords Adventures               | Eiji Aonuma, Shigeru Miyamoto                                  | Toshiaki Suzuki                                                | Asuka Ōta, Kōji Kondō                                       | 18 marzo 2004 7 gennaio 2005       | GameCube       |
| Pikmin 2                                                  | Shigeru Miyamoto, Takashi Tezuka                               | Shigefumi Hino, Masamishi Abe                                  | Hajime Wakai                                                | 29 aprile 2004 8 ottobre 2004      | GameCube       |
| Super Mario 64 DS                                         | Shigeru Miyamoto                                               | Shinichi Ikematsu                                              | Kōji Kondō, Kenta Nagata                                    | 21 novembre 2004 11 marzo 2005     | Nintendo DS    |

### EAD Software Group No. 1
Manager: Hideki Konno
| Titolo                           | Produttore                     | Direttore      | Musica                                                  | Data uscita                       | Piattaforma  |
| -------------------------------- | ------------------------------ | -------------- | ------------------------------------------------------- | --------------------------------- | ------------ |
| Nintendogs                       | Hideki Konno, Shigeru Miyamoto | Kiyoshi Mizuki | Hajime Wakai                                            | 21 aprile 2005 7 ottobre 2005     | Nintendo DS  |
| Mario Kart DS                    | Hideki Konno, Shigeru Miyamoto | Makoto Wada    | Shinobu Tanaka                                          | 14 novembre 2005 25 novembre 2005 | Nintendo DS  |
| Mario Kart Wii                   | Hideki Konno, Shigeru Miyamoto | Yasuyuki Oyagi | Asuka Ōta, Ryo Nagamatsu                                | 10 aprile 2008 11 aprile 2008     | Wii          |
| Nintendogs + Cats                | Hideki Konno                   | Yasuyuki Oyagi | Asuka Hayazaki                                          | 26 febbraio 2011 25 marzo 2011    | Nintendo 3DS |
| Mario Kart 7 (con Retro Studios) | Hideki Konno                   | Kosuke Yabuki  | Kenta Nagata, Satomi Terui                              | 1 dicembre 2011 2 dicembre 2011   | Nintendo 3DS |
| Mario Kart 8                     | Hideki Konno, Yasuyuki Oyagi   | Kosuke Yabuki  | Shiho Fujii, Atsuko Asahi, Ryo Nagamatsu, Yasuaki Iwata | 29 maggio 2014 30 maggio 2014     | Wii U        |

### EAD Software Group No. 2
Manager: Katsuya Eguchi, Hirashi Nogami (dal 2013)
| Titolo                                     | Produttore                                       | Direttore                                           | Musica                                      | Data uscita                       | Piattaforma  |
| ------------------------------------------ | ------------------------------------------------ | --------------------------------------------------- | ------------------------------------------- | --------------------------------- | ------------ |
| Animal Crossing: Wild World                | Katsuya Eguchi, Takashi Tezuka                   | Hisashi Nogami                                      | Kazumi Totaka                               | 23 novembre 2005 31 marzo 2006    | Nintendo DS  |
| Star Fox Command (con Q-Games)             | Takaya Imamura                                   | Dylan Cuthbert                                      | Hajime Wakai                                | 3 agosto 2006 26 gennaio 2007     | Nintendo DS  |
| Wii Sports                                 | Katsuya Eguchi, Kiyoshi Mizuki, Shigeru Miyamoto | Keizo Ohta, Takayuki Shimamura, Yoshikazu Yamashita | Kazumi Totaka                               | 19 novembre 2006 8 dicembre 2006  | Wii          |
| Wii Play                                   | Katsuya Eguchi                                   | Motoi Okamoto                                       | Shinobu Tanaka, Ryo Nagamastsu              | 2 dicembre 2006 8 dicembre 2006   | Wii          |
| Wii Music                                  | Takashi Tezuka, Katsuya Eguchi                   | Kazumi Totaka                                       | Kenta Nagata, Tōru Minegishi, Mahito Yokota | 16 ottobre 2008 14 novembre 2008  | Wii          |
| Animal Crossing: Let's Go to the City      | Katsuya Eguchi                                   | Hisashi Nogami                                      | Manaka Tominaga, Shiho Fujii                | 16 novembre 2008 5 dicembre 2008  | Wii          |
| Wii Sports Resort                          | Katsuya Eguchi                                   | Takayuki Shimamura, Yoshikazu Yamashita             | Ryo Nagamatsu                               | 25 giugno 2009 24 luglio 2009     | Wii          |
| Animal Crossing: New Leaf                  | Katsuya Eguchi                                   | Isao Moro, Aya Kyogoku                              | Manaka Kataoka, Atsuko Asahi                | 8 novembre 2012 14 giugno 2013    | Nintendo 3DS |
| Nintendo Land                              | Katsuya Eguchi                                   | Takayuki Shimamura, Yoshikazu Yamashita             | Ryo Nagamatsu                               | 18 novembre 2012 30 novembre 2012 | Wii U        |
| Wii Sports Club (con Namco Bandai Studios) | Katsuya Eguchi                                   | Takayuki Shimamura                                  | Kazumi Totaka                               | 11 luglio 2014 (Disco)            | Wii U        |
| Splatoon                                   | Hirashi Nogami                                   | Yusuke Amano, Tsubasa Sakaguchi                     | Toru Minegishi, Shiho Fujii                 | 28 maggio 2015 29 maggio 2015     | Wii U        |
| Animal Crossing: Happy Home Designer       | Hisashi Nogami, Aya Kyogoku                      | Isao Moro                                           | Kazumi Totaka                               | 30 luglio 2015 2 ottobre 2015     | Nintendo 3DS |

### EAD Software Group No. 3
Manager: Eiji Aonuma
| Titolo                                     | Produttore                                  | Direttore            | Musica                                                             | Data uscita                      | Piattaforma  |
| ------------------------------------------ | ------------------------------------------- | -------------------- | ------------------------------------------------------------------ | -------------------------------- | ------------ |
| The Legend of Zelda: Twilight Princess     | Shigeru Miyamoto                            | Eiji Aonuma          | Kōji Kondō, Tōru Minegishi, Asuka Ōta                              | 19 novembre 2006 8 dicembre 2006 | Wii          |
| The Legend of Zelda: Twilight Princess     | Shigeru Miyamoto                            | Eiji Aonuma          | Kōji Kondō, Tōru Minegishi, Asuka Ōta                              | 2 dicembre 2006 15 dicembre 2006 | GameCube     |
| The Legend of Zelda: Phantom Hourglass     | Eiji Aonuma, Shigeru Miyamoto               | Daiki Iwamoto        | Kenta Nagata, Tōru Minegishi                                       | 23 giugno 2007 19 ottobre 2007   | Nintendo DS  |
| Link's Crossbow Training                   | Eiji Aonuma                                 | Makoto Miyanaga      | Kenta Nagata                                                       | 19 novembre 2007 7 dicembre 2007 | Wii          |
| The Legend of Zelda: Spirit Tracks         | Eiji Aonuma, Shigeru Miyamoto               | Daiki Iwamoto        | Tōru Minegishi, Manaka Tominaga, Asuka Ōta, Kōji Kondō             | 7 dicembre 2009 11 dicembre 2009 | Nintendo DS  |
| The Legend of Zelda: Skyward Sword         | Eiji Aonuma, Shigeru Miyamoto, Satoru Iwata | Hidemaro Fujibayashi | Kōji Kondō, Hajime Wakai, Shiho Fujii, Mahito Yokota, Takeshi Hama | 18 novembre 2011                 | Wii          |
| The Legend of Zelda: The Wind Waker HD     | Eiji Aonuma                                 | Daiki Iwamoto        | Kōji Kondō, Kenta Nagata, Hajime Wakai, Atsuko Asahi               | 20 settembre 2013 4 ottobre 2013 | Wii U        |
| The Legend of Zelda: A Link Between Worlds | Eiji Aonuma                                 | Hiromasa Shikata     | Ryo Nagamatsu                                                      | 22 novembre 2013                 | Nintendo 3DS |

### EAD Software Group No. 4
Manager: Hiroyuki Kimura
| Titolo                        | Produttore                      | Direttore         | Musica                                     | Data uscita                                   | Piattaforma  |
| ----------------------------- | ------------------------------- | ----------------- | ------------------------------------------ | --------------------------------------------- | ------------ |
| Yoshi Touch & Go              | Takashi Tezuka                  | Hiroyuki Kimura   | Tōru Minegishi, Asuka Ōta                  | 27 gennaio 2005 6 maggio 2005                 | Nintendo DS  |
| Big Brain Academy             | Hiroyuki Kimura                 | Tomoaki Yoshinobu | Kenta Nagata                               | 30 giugno 2005 7 luglio 2006                  | Nintendo DS  |
| New Super Mario Bros.         | Hiroyuki Kimura, Takashi Tezuka | Shigeyuki Asuke   | Asuka Ōta, Hajime Wakai                    | 15 maggio 2006 30 giugno 2006                 | Nintendo DS  |
| Big Brain Academy: Wii Degree | Hiroyuki Kimura                 | Tomoaki Yoshinobu | Ryo Nagamatsu                              | 26 aprile 2007 20 luglio 2007                 | Wii          |
| New Play Control! Pikmin      | Hiroyuki Kimura                 | Masamichi Abe     | Hajime Wakai                               | 25 dicembre 2008 6 febbraio 2009              | Wii          |
| New Play Control! Pikmin 2    | Hiroyuki Kimura                 | Masamichi Abe     | Hajime Wakai                               | 12 marzo 2009 24 aprile 2009                  | Wii          |
| New Super Mario Bros. Wii     | Takashi Tezuka, Hiroyuki Kimura | Shigeyuki Asuke   | Shiho Fujii, Ryo Nagamatsu                 | 11 novembre 2009 20 novembre 2009             | Wii          |
| New Super Mario Bros. 2       | Takashi Tezuka, Hiroyuki Kimura | Yusuke Amano      | Kenta Nagata                               | 28 luglio 2012 17 agosto 2012                 | Nintendo 3DS |
| New Super Mario Bros. U       | Takashi Tezuka, Hiroyuki Kimura | Masataka Takemoto | Shiho Fujii, Mahito Yokota                 | 18 novembre 2012 30 novembre 2012             | Wii U        |
| New Super Luigi U             | Takashi Tezuka, Hiroyuki Kimura | Masataka Takemoto | Shiho Fujii, Mahito Yokota                 | 13 luglio 2013 (Disco) 26 luglio 2013 (Disco) | Wii U        |
| Pikmin 3                      | Hiroyuki Kimura                 | Shigefumi Hino    | Asuka Hayazaki, Atsuko Asahi, Hajime Wakai | 13 luglio 2013 26 luglio 2013                 | Wii U        |
| Super Mario Maker             | Takashi Tezuka, Hiroyuki Kimura | Yosuke Oshino     | Kōji Kondō, Naoto Kubo, Asuka Hayazaki     | 10 settembre 2015 11 settembre 2015           | Wii U        |

### EAD Software Group No. 5
Manager: Tadashi Sugiyama
| Titolo                            | Produttore                         | Direttore                        | Musica                                       | Data uscita                     | Piattaforma  |
| --------------------------------- | ---------------------------------- | -------------------------------- | -------------------------------------------- | ------------------------------- | ------------ |
| Wii Fit                           | Tadashi Sugiyama                   | Hiroshi Matsunaga                | Tōru Minegishi, Manaka Tominaga, Shiho Fujii | 1º dicembre 2007 24 aprile 2008 | Wii          |
| Wii Fit Plus                      | Tadashi Sugiyama                   | Hiroshi Matsunaga                | Asuka Ōta                                    | 1º ottobre 2009 30 ottobre 2009 | Wii          |
| Steel Diver (con Vitei)           | Tadashi Sugiyama                   | Takaya Imamura                   | Atsuko Asahi, Toru Minegishi                 | 27 marzo 2011 6 maggio 2011     | Nintendo 3DS |
| Starfox 64 3D (con Q-Games)       | Tadashi Sugiyama                   | Dylan Cuthbert                   | Satomi Terui                                 | 14 luglio 2011 9 settembre 2011 | Nintendo 3DS |
| Wii Fit U (con Ganbarion)         | Tadashi Sugiyama, Chikako Yamakura | Hiroshi Matsunaga, Hirofumi Irie | Takayuki Kobara                              | 31 ottobre 2013 1 novembre 2013 | Wii U        |
| Steel Diver: Sub Wars (con Vitei) | Tadashi Sugiyama                   | Takaya Imamura                   | Kenta Nagata, Atsuko Asahi, Toru Minegishi   | 13 febbraio 2014                | Nintendo 3DS |

### EAD Tokyo Software Group No. 1
Manager: Takao Shimizu
| Titolo                                                            | Produttore                                        | Direttore                           | Musica                   | Data uscita                       | Piattaforma  |
| ----------------------------------------------------------------- | ------------------------------------------------- | ----------------------------------- | ------------------------ | --------------------------------- | ------------ |
| Donkey Kong Jungle Beat                                           | Takao Shimizu                                     | Yoshiaki Koizumi                    | Mahito Yokota            | 16 dicembre 2004 4 febbraio 2005  | GameCube     |
| Super Mario Galaxy                                                | Shigeru Miyamoto, Takao Shimizu                   | Yoshiaki Koizumi                    | Mahito Yokota Kōji Kondō | 1º novembre 2007 16 novembre 2007 | Wii          |
| The Legend of Zelda: Ocarina of Time 3D (con Grezzo)              | Eiji Aonuma, Takao Shimizu, Koichi Ishii          | Mikiharu Ooiwa                      | Kōji Kondō               | 16 giugno 2011 17 giugno 2011     | Nintendo 3DS |
| The Legend of Zelda: Four Swords Anniversary Edition (con Grezzo) | Takashi Tezuka, Noritaka Funamizu, Katsuhiro Sudo | Yoichi Yamada, Hidemaro Fujibayashi | Yuko Takehara            | 28 settembre 2011                 | Nintendo DSi |
| The Legend of Zelda: Majora's Mask 3D (con Grezzo)                | Eiji Aonuma, Koichi Ishii                         | Mikiharu Ooiwa                      | Kōji Kondō               | 13 febbraio 2015                  | Nintendo 3DS |

### EAD Tokyo Software Group No. 2
Manager: Yoshiaki Koizumi
| Titolo                                    | Produttore                       | Direttore                           | Musica                                                   | Data uscita                       | Piattaforma  |
| ----------------------------------------- | -------------------------------- | ----------------------------------- | -------------------------------------------------------- | --------------------------------- | ------------ |
| New Play Control! Donkey Kong Jungle Beat | Yoshiaki Koizumi                 | Futoshi Shirai                      | Mahito Yokota                                            | 11 dicembre 2008 5 giugno 2009    | Wii          |
| Flipnote Studio                           | Yoshiaki Koizumi                 | Hideaki Shimizu                     |                                                          | 24 dicembre 2008 14 agosto 2009   | Nintendo DSi |
| Super Mario Galaxy 2                      | Yoshiaki Koizumi, Takashi Tezuka | Kōichi Hayashida                    | Mahito Yokota, Ryo Nagamatsu, Kōji Kondō                 | 23 maggio 2010 11 giugno 2010     | Wii          |
| Super Mario 3D Land                       | Yoshiaki Koizumi                 | Koichi Hayashida                    | Asuka Hayazaki, Mahito Yokota, Takeshi Hama              | 3 novembre 2011 18 novembre 2011  | Nintendo 3DS |
| Flipnote Studio 3D                        | Yoshiaki Koizumi                 | Hideaki Shimizu, Yasuhiko Matsuzaki |                                                          | 24 luglio 2013 31 marzo 2016      | Nintendo 3DS |
| Super Mario 3D World                      | Yoshiaki Koizumi                 | Koichi Hayashida, Kenta Motokura    | Mahito Yokota, Toru Minegishi, Kōji Kondō, Yasuaki Iwata | 21 novembre 2013 29 novembre 2013 | Wii U        |
| NES Remix                                 | Yoshiaki Koizumi                 | Koichi Hayashida                    | Toshiyuki Sudo                                           | 18 dicembre 2013                  | Wii U        |
| NES Remix 2                               | Yoshiaki Koizumi                 | Koichi Hayashida                    | Toshiyuki Sudo                                           | 25 aprile 2014                    | Wii U        |
| Ultimate NES Remix                        | Yoshiaki Koizumi                 | Koichi Hayashida                    | Toshiyuki Sudo                                           | 7 novembre 2014                   | Nintendo 3DS |
| Captain Toad: Treasure Tracker            | Koichi Hayashida                 | Kenta Motokura, Shinya Hiratake     | Naoto Kubo, Mahito Yokota                                | 13 novembre 2014 2 gennaio 2015   | Wii U        |

## Technology Development Department
Il reparto, presieduto da Takao Sawano, forniva motori di gioco, strumenti di programmazione e librerie ai vari team del Software Development Department. Spesso i programmatori venivano inviati temporaneamente negli altri team per migliorare e velocizzare lo sviluppo dei singoli giochi.
A seguito della ristruttura aziendale del 2003, il dipartimento venne suddiviso in Development Environment Group e Technology Design Group, rispettivamente supervisionati da Yasunari Nishida e Keizo Ota. Il primo gruppo sviluppava motori di gioco, mentre il secondo dei Software Development Kit per le console Nintendo domestiche e portatili.

## Curiosità
- Nei giochi della serie F-Zero compare un personaggio chiamato Mr. EAD.[11]